# Ariel Abadi
Ariel Abadi   (Buenos Aires, 1972) és un actor de teatre, cinema i doblatge argentí, d'extensa trajectòria.